# Schiffornis virescens
Schiffornis virescens е вид птица от семейство Tityridae.

## Разпространение
Видът е разпространен в Аржентина, Бразилия и Парагвай.